# Araneus beijiangensis
Araneus beijiangensis är en spindelart som beskrevs av Hu och Wu 1989. Araneus beijiangensis ingår i släktet Araneus och familjen hjulspindlar. Inga underarter finns listade i Catalogue of Life.